# Wereschtschagino
Wereschtschagino (russisch Верещагино, wiss. Transliteration Vereščagino) ist eine russische Stadt mit 22.156 Einwohnern (Stand 14. Oktober 2010) in der Region Perm. Sie befindet sich im Vorland des Urals, 137 km westlich der Regionshauptstadt Perm. Nächstgelegene Städte sind Otschor (20 km südlich von Wereschtschagino) und Nytwa (42 km östlich).

## Geschichte
Wereschtschagino wurde 1898 beim Bau der Eisenbahnlinie Wjatka–Perm, einer Teilstrecke der Transsibirischen Eisenbahn, gegründet. Bis 1904 hieß die Siedlung Otschorskaja (Очёрская) nach dem Fluss Otschor, von 1904 bis 1915 Wosnessenskaja (Вознесенская). Danach wurde sie zu Ehren des Kriegsmalers Wassili Wereschtschagin umbenannt, der hier 1904 auf dem Weg zu den Schauplätzen des Russisch-Japanischen Krieges einen Zwischenstopp machte.
1942 wurden Wereschtschagino die Stadtrechte verliehen.

### Bevölkerungsentwicklung
| Jahr | Einwohner |
| ---- | --------- |
| 1939 | 12.366    |
| 1959 | 22.860    |
| 1970 | 23.585    |
| 1979 | 22.349    |
| 1989 | 24.129    |
| 2002 | 22.832    |
| 2010 | 22.156    |

Anmerkung: Volkszählungsdaten

## Wirtschaft
Wirtschaftlich lebt die Stadt von der Lebensmittelindustrie (Milchprodukte, Brot), der Textilindustrie sowie dem Maschinenbau, insbesondere einem Stahlbetonwerk. Die Umgebung ist landwirtschaftlich geprägt, daneben werden u. a. Torf und Mergel abgebaut.

## Sehenswürdigkeiten
Die Stadt besitzt ein Heimatmuseum.